# Anglesqueville-l'Esneval
 Anglesqueville-l'Esneval  es una población y comuna francesa situada en la región de Alta Normandía, departamento de Sena Marítimo, en el distrito de Le Havre y cantón de Criquetot-l'Esneval.

## Demografía
| 238 | 188 | 216 | 321 | 372 | 473 |
| Para los censos de 1962 a 1999 la población legal corresponde a la población sin duplicidades (Fuente: INSEE [Consultar]) |     |     |     |     |     |